# Asan Sułajmanow
Asan Sułajmanow (kirg. Асан Сулайманов; ur. 26 stycznia 1991)  – kirgiski zapaśnik walczący w stylu klasycznym. Zajął dwudzieste miejsce na mistrzostwach świata w 2019. Brązowy medalista mistrzostw Azji w 2019 roku.